# (4355) Memphis
(4355) Memphis (3524 P-L) – planetoida z pasa głównego asteroid okrążająca Słońce w ciągu 4,13 lat w średniej odległości 2,57 j.a. Odkryta 17 października 1960 roku.